# Otunit
Otunit (hidratiziran kalcijev uranil fosfat) je rumeno zelen fluorescenten mineral s kemijsko formulo Ca(UO2)2(PO4)2•10-12H2O. Kristalizira v tetragonalnem kristalnem sistemu in pogosto tvori četverokotne ploščate kristale. Vsebuje 48.27%  urana, zato je  zmerno radioaktiven in se uporablja kot uranova ruda. Z odcepitvijo kristalno vezane vode se pretvori v metaotunit I, ta pa s segrevanjem v metaotunit II. Slednja minerala sta v naravi zelo redka. Znanstveniki hranijo mineral v tesno zaprtih posodah, ki preprečujejo oddajanje vode, v muzejih pa vzorce celo prelakirajo.
Mineral so odkrili leta 1852 v bližini Autuna v Franciji in ga poimenovali po nahajališču.

## Nahajališča
Otunit je nastal z oksidacijo primarnih uranovih mineralov v hidrotermalnih žilah in granitskih pegmatitih.
V Sloveniji so ga našli v Žirovskem vrhu pri Gorenji vasi v Poljanski dolini.